# Elenco nos filmes de James Bond
Esta é uma lista do elenco dos filmes de James Bond, espião britânico fictício criado por Ian Fleming e adaptado ao cinema primeiramente em 1962, dez anos após a primeira publicação do personagem. O personagem protagonizou doze romances e coleções narrativas escritas por Fleming, além de outras publicações póstumas. No cinema, sete atores viveram James Bond ao longo de 26 filmes. 
O ator estadunidense Barry Nelson foi o primeiro a interpretar Bond no cinema, em uma adaptação televisiva de 1954 intitulada Casino Royale. Em 1962, a Eon Productions iniciou uma série de filmes do agente britânico, estrelados primeiramente por Sean Connery. Nas décadas seguintes, David Niven, George Lazenby, Roger Moore, Timothy Dalton, Pierce Brosnan e Daniel Craig viveram o personagem nas diversas adaptações. 

## Filmes de James Bond

### Era Connery
| Personagem           | Filmes            | Filmes                       | Filmes            | Filmes                       | Filmes                     | Filmes                      |
| Personagem           | Dr. No (1962)     | From Russia with Love (1963) | Goldfinger (1964) | Thunderball (1965)           | You Only Live Twice (1967) | Diamonds Are Forever (1971) |
| -------------------- | ----------------- | ---------------------------- | ----------------- | ---------------------------- | -------------------------- | --------------------------- |
| James Bond           | Sean Connery      | Sean Connery                 | Sean Connery      | Sean Connery                 | Sean Connery               | Sean Connery                |
| M                    | Bernard Lee       | Bernard Lee                  | Bernard Lee       | Bernard Lee                  | Bernard Lee                | Bernard Lee                 |
| Moneypenny           | Lois Maxwell      | Lois Maxwell                 | Lois Maxwell      | Lois Maxwell                 | Lois Maxwell               | Lois Maxwell                |
| Q                    | Peter Burton      | Desmond Llewelyn             | Desmond Llewelyn  | Desmond Llewelyn             | Desmond Llewelyn           | Desmond Llewelyn            |
| Felix Leiter         | Jack Lord         |                              | Cec Linder        | Rik Van Nutter               |                            | Norman Burton               |
| Ernst Stavro Blofeld |                   | Anthony Dawson Eric Pohlmann |                   | Anthony Dawson Eric Pohlmann | Donald Pleasence           | Charles Gray                |
| Sylvia Trench        | Eunice Gayson     | Eunice Gayson                |                   |                              |                            |                             |
| Honey Ryder          | Ursula Andress    |                              |                   |                              |                            |                             |
| Professor Dent       | Anthony Dawson    |                              |                   |                              |                            |                             |
| Miss Taro            | Zena Marshall     |                              |                   |                              |                            |                             |
| Quarrel              | John Kitzmiller   |                              |                   |                              |                            |                             |
| Strangways           | Timothy Moxon     |                              |                   |                              |                            |                             |
| Irmã Rose            | Michel Mok        |                              |                   |                              |                            |                             |
| Irmã Lily            | Yvonne Shima      |                              |                   |                              |                            |                             |
| O Fotógrafo          | Marguerite LeWars |                              |                   |                              |                            |                             |
| Tatiana Romanova     |                   | Daniela Bianchi              |                   |                              |                            |                             |
| Ali Kerim Bey        |                   | Pedro Armendáriz             |                   |                              |                            |                             |
| Rosa Klebb           |                   | Lotte Lenya                  |                   |                              |                            |                             |
| Donald Grant         |                   | Robert Shaw                  |                   |                              |                            |                             |
| Morzeny              |                   | Walter Gotell                |                   |                              |                            |                             |
| Krosteen             |                   | Vladek Sheybal               |                   |                              |                            |                             |
| Vavra                |                   | Francis de Wolff             |                   |                              |                            |                             |
| Krilencu             |                   | Fred Haggerty                |                   |                              |                            |                             |
| Pussy Galore         |                   |                              | Honor Blackman    |                              |                            |                             |
| Auric Goldfinger     |                   |                              | Gert Fröbe        |                              |                            |                             |
| Jill Masterson       |                   |                              | Shirley Eaton     |                              |                            |                             |
| Oddjob               |                   |                              | Harold Sakata     |                              |                            |                             |
| Tilly Masterson      |                   |                              | Tania Mallet      |                              |                            |                             |
| Emilio Largo         |                   |                              |                   | Adolfo Celi                  |                            |                             |
| Fiona Volpe          |                   |                              |                   | Luciana Paluzzi              |                            |                             |
| Domino Derval        |                   |                              |                   | Claudine Auger               |                            |                             |
| Patricia Fearing     |                   |                              |                   | Molly Peters                 |                            |                             |
| Paula Caplan         |                   |                              |                   | Martine Beswick              |                            |                             |
| Aki                  |                   |                              |                   |                              | Akiko Wakabayashi          |                             |
| Kissy Suzuki         |                   |                              |                   |                              | Mie Hama                   |                             |
| Tiger Tanaka         |                   |                              |                   |                              | Tetsuro Tamba              |                             |
| Mr. Osato            |                   |                              |                   |                              | Teru Shimada               |                             |
| Helga Brandt         |                   |                              |                   |                              | Karin Dor                  |                             |
| Dikko Henderson      |                   |                              |                   |                              | Charles Gray               |                             |
| Tiffany Case         |                   |                              |                   |                              |                            | Jill St. John               |
| Mr. Wint             |                   |                              |                   |                              |                            | Bruce Glover                |
| Mr. Kidd             |                   |                              |                   |                              |                            | Putter Smith                |
| Plenty O'Toole       |                   |                              |                   |                              |                            | Lana Wood                   |
| Willard Whyte        |                   |                              |                   |                              |                            | Jimmy Dean                  |

### Era Lazenby
| Personagem           | Filmes                                 |
| Personagem           | On Her Majesty's Secret Service (1969) |
| -------------------- | -------------------------------------- |
| James Bond           | George Lazenby                         |
| M                    | Bernard Lee                            |
| Moneypenny           | Lois Maxwell                           |
| Q                    | Desmond Llewelyn                       |
| Tracy di Vicenzo     | Diana Rigg                             |
| Marc-Ange Draco      | Gabriele Ferzetti                      |
| Irma Bunt            | Ilse Steppat                           |
| Ernst Stavro Blofeld | Telly Savalas                          |

### Era Moore
| Personagem           | Filmes                  | Filmes                             | Filmes                      | Filmes           | Filmes                    | Filmes           | Filmes                  |
| Personagem           | Live and Let Die (1973) | The Man with the Golden Gun (1974) | The Spy Who Loved Me (1977) | Moonraker (1979) | For Your Eyes Only (1981) | Octopussy (1983) | A View to a Kill (1985) |
| -------------------- | ----------------------- | ---------------------------------- | --------------------------- | ---------------- | ------------------------- | ---------------- | ----------------------- |
| James Bond           | Roger Moore             | Roger Moore                        | Roger Moore                 | Roger Moore      | Roger Moore               | Roger Moore      | Roger Moore             |
| M                    | Bernard Lee             | Bernard Lee                        | Bernard Lee                 | Bernard Lee      |                           | Robert Brown     | Robert Brown            |
| Moneypenny           | Lois Maxwell            | Lois Maxwell                       | Lois Maxwell                | Lois Maxwell     | Lois Maxwell              | Lois Maxwell     | Lois Maxwell            |
| Q                    |                         | Desmond Llewelyn                   | Desmond Llewelyn            | Desmond Llewelyn | Desmond Llewelyn          | Desmond Llewelyn | Desmond Llewelyn        |
| Felix Leiter         | David Hedison           |                                    |                             |                  |                           |                  |                         |
| Xerife J.W. Pepper   | Clifton James           | Clifton James                      |                             |                  |                           |                  |                         |
| Jaws                 |                         |                                    | Richard Kiel                | Richard Kiel     |                           |                  |                         |
| Dr. Kananga          | Yaphet Kotto            |                                    |                             |                  |                           |                  |                         |
| Solitaire            | Jane Seymour            |                                    |                             |                  |                           |                  |                         |
| Tee Hee Johnson      | Julius Harris           |                                    |                             |                  |                           |                  |                         |
| Rosie Carver         | Gloria Hendry           |                                    |                             |                  |                           |                  |                         |
| Baron Samedi         | Geoffrey Holder         |                                    |                             |                  |                           |                  |                         |
| Quarrel Jr.          | Roy Stewart             |                                    |                             |                  |                           |                  |                         |
| Whisper              | Earl Jolly Brown        |                                    |                             |                  |                           |                  |                         |
| Miss Caruso          | Madeline Smith          |                                    |                             |                  |                           |                  |                         |
| Francisco Scaramanga |                         | Christopher Lee                    |                             |                  |                           |                  |                         |
| Mary Goodnight       |                         | Britt Ekland                       |                             |                  |                           |                  |                         |
| Andrea Anders        |                         | Maud Adams                         |                             |                  |                           |                  |                         |
| Nick Nack            |                         | Hervé Villechaize                  |                             |                  |                           |                  |                         |
| Hai Fat              |                         | Richard Loo                        |                             |                  |                           |                  |                         |
| Saida                |                         | Carmen du Sautoy                   |                             |                  |                           |                  |                         |
| Anya Amasova         |                         |                                    | Barbara Bach                |                  |                           |                  |                         |
| Karl Stromberg       |                         |                                    | Barbara Bach                |                  |                           |                  |                         |
| Naomi                |                         |                                    | Caroline Munro              |                  |                           |                  |                         |
| General Gogol        |                         |                                    | Walter Gotell               | Walter Gotell    | Walter Gotell             | Walter Gotell    | Walter Gotell           |
| Sir Frederick Gray   |                         |                                    | Geoffrey Keen               | Geoffrey Keen    | Geoffrey Keen             | Geoffrey Keen    | Geoffrey Keen           |
| Holly Goodhead       |                         | Lois Chiles                        |                             |                  |                           |                  |                         |
| Hugo Drax            |                         | Michael Lonsdale                   |                             |                  |                           |                  |                         |
| Chang                |                         | Toshiro Suga                       |                             |                  |                           |                  |                         |
| Manuela              |                         |                                    |                             | Emily Bolton     |                           |                  |                         |
| Melina Havelock      |                         |                                    |                             |                  | Carole Bouquet            |                  |                         |
| Aristotle Kristatos  |                         |                                    |                             |                  | Julian Glover             |                  |                         |
| Milos Columbo        |                         |                                    |                             |                  | Chaim Topol               |                  |                         |
| Bibi Dahl            |                         |                                    |                             |                  | Lynn-Holly Johnson        |                  |                         |
| Emile Locque         |                         |                                    |                             |                  | Michael Gothard           |                  |                         |
| Condessa von Schlaf  |                         |                                    |                             |                  | Cassandra Harris          |                  |                         |
| Luigi Ferrara        |                         |                                    |                             |                  | John Moreno               |                  |                         |
| Apostis              |                         |                                    |                             |                  | Jack Klaff                |                  |                         |
| Hector Gonzales      |                         |                                    |                             |                  | Stefan Kalipha            |                  |                         |
| Octopussy            |                         |                                    |                             |                  |                           | Maud Adams       |                         |
| Kamal Khan           |                         |                                    |                             |                  |                           | Louis Jourdan    |                         |
| Magda                |                         |                                    |                             |                  |                           | Kristina Wayborn |                         |
| Gobinda              |                         |                                    |                             |                  |                           | Kabir Bedi       |                         |
| General Orlov        |                         |                                    |                             |                  |                           | Steven Berkoff   |                         |
| Max Zorin            |                         |                                    |                             |                  |                           |                  | Christopher Walken      |
| Stacey Sutton        |                         |                                    |                             |                  |                           |                  | Tanya Roberts           |
| May Day              |                         |                                    |                             |                  |                           |                  | Grace Jones             |
| Pola Ivanova         |                         |                                    |                             |                  |                           |                  | Fiona Fullerton         |

### Era Dalton
| James Bond     | Timothy Dalton     | Timothy Dalton   |
| M              | Robert Brown       | Robert Brown     |
| Moneypenny     | Caroline Bliss     | Caroline Bliss   |
| Q              | Desmond Llewelyn   | Desmond Llewelyn |
| Felix Leiter   | John Terry         | David Hedison    |
| Brad Whitaker  | Joe Don Baker      | Joe Don Baker    |
| General Gogol  | Walter Gotell      |                  |
| Kara Milovy    | Maryam d'Abo       |                  |
| Leonid Pushkin | John Rhys-Davies   |                  |
| Kamran Shah    | Art Malik          |                  |
| Georgi Koskov  | Jeroen Krabbé      |                  |
| Necros         | Andreas Wisniewski |                  |
| Saunders       | Thomas Wheatley    |                  |
| Rosika Miklos  | Julie T. Wallace   |                  |
| Pam Bouvier    |                    | Carey Lowell     |
| Franz Sanchez  |                    | Roberto Davi     |
| Dario          |                    | Benicio del Toro |
| Lupe Lamora    |                    | Talisa Soto      |
| Milton Krest   |                    | Anthony Zerbe    |
| Della Leiter   |                    | Priscila Barnes  |

### Era Brosnan
| Personagem                    | Filme             | Filme                      | Filme                          | Filme                  |
| Personagem                    | GoldenEye (1995)  | Tomorrow Never Dies (1997) | The World Is Not Enough (1999) | Die Another Day (2002) |
| ----------------------------- | ----------------- | -------------------------- | ------------------------------ | ---------------------- |
| Coronel Akakievich            |                   |                            | Claude-Oliver Rudolph          |                        |
| Inga Bergstrom                |                   | Cecilie Thomsen            |                                |                        |
| James Bond                    | Pierce Brosnan    | Pierce Brosnan             | Pierce Brosnan                 | Pierce Brosnan         |
| General Bukharin              |                   | Terence Rigby              |                                |                        |
| Bull                          |                   |                            | Goldie                         |                        |
| Caroline                      | Serena Gordon     |                            |                                |                        |
| Elliot Carver                 |                   | Jonathan Pryce             |                                |                        |
| Paris Carver                  |                   | Teri Hatcher               |                                |                        |
| Mr. Chang                     |                   |                            |                                | Ho Yi                  |
| General Chang                 |                   | Philip Kwok                |                                |                        |
| Comandante Richard Day        |                   | Christopher Bowen          |                                |                        |
| Sasha Davidov                 |                   |                            | Ulrich Thomsen                 |                        |
| Damian Falco                  |                   |                            |                                | Michael Madsen         |
| "Fontes do Desejo"            |                   |                            |                                | Rachel Grant           |
| Miranda Frost                 |                   |                            |                                | Rosamund Pike          |
| Gabor                         |                   |                            | John Seru                      |                        |
| Gustav Graves                 |                   |                            |                                | Toby Stephens          |
| Dave Greenwalt                |                   | Colin Stinton              |                                |                        |
| Boris Grishenko               | Alan Cumming      |                            |                                |                        |
| Henry Gupta                   |                   | Ricky Jay                  |                                |                        |
| Irina                         | Minnie Driver     |                            |                                |                        |
| Jinx Johnson                  |                   |                            |                                | Halle Berry            |
| Christmas Jones               |                   |                            | Denise Richards                |                        |
| Dr. Kaufman                   |                   | Vincent Schiavelli         |                                |                        |
| Almirante Kelly               |                   | Michael Byrne              |                                |                        |
| Elektra King                  |                   |                            | Sophie Marceau                 |                        |
| Lachaise                      |                   |                            | Patrick Malahide               |                        |
| M                             | Judi Dench        | Judi Dench                 | Judi Dench                     | Judi Dench             |
| Ministro da Defesa            |                   | Julian Fellowes            |                                |                        |
| Dimitri Mishkin               | Tchéky Karyo      |                            |                                |                        |
| Miss Moneypenny               | Samantha Bond     | Samantha Bond              | Samantha Bond                  | Samantha Bond          |
| Xenia Onatopp                 | Famke Janssen     |                            |                                |                        |
| General Arkady Ourumov        | Gottfried John    |                            |                                |                        |
| Vladimir Popov                |                   |                            |                                | Michael Gorevoy        |
| Q                             | Desmond Llewelyn  | Desmond Llewelyn           | Desmond Llewelyn               | John Cleese            |
| R                             |                   |                            | John Cleese                    |                        |
| Raoul                         |                   |                            |                                | Emilio Echevarría      |
| Renard                        |                   |                            | Robert Carlyle                 |                        |
| Charles Robinson              |                   | Colin Salmon               | Colin Salmon                   | Colin Salmon           |
| Almirante Roebuck             |                   | Geoffrey Palmer            |                                |                        |
| Natalya Simonova              | Izabella Scorupco |                            |                                |                        |
| Richard Stamper               |                   | Götz Otto                  |                                |                        |
| Tamara Steel                  |                   | Nina Young                 |                                |                        |
| Bill Tanner                   | Michael Kitchen   |                            | Michael Kitchen                |                        |
| Coronel Tao Sun Moon          |                   |                            |                                | Will Yun Lee           |
| Alec Trevelyan                | Sean Bean         |                            |                                |                        |
| Verity                        |                   |                            |                                | Madonna                |
| Giulietta da Vinci Cigar Girl |                   |                            | Maria Grazia Cucinotta         |                        |
| Jack Wade                     | Joe Don Baker     | Joe Don Baker              |                                |                        |
| Wai Lin                       |                   | Michelle Yeoh              |                                |                        |
| Molly Warmflash               |                   |                            | Serena Scott Thomas            |                        |
| Zao                           |                   |                            |                                | Rick Yune              |
| Valentin Zukovsky             | Robbie Coltrane   |                            | Robbie Coltrane                |                        |

### Era Craig
| Personagem             | Filme                | Filme                       | Filme                | Filme              | Filme                 |
| Personagem             | Casino Royale (2006) | Quantum of Solace (2008)    | Skyfall (2012)       | SPECTRE (2015)     | No Time to Die (2021) |
| ---------------------- | -------------------- | --------------------------- | -------------------- | ------------------ | --------------------- |
| Logan Ash              |                      |                             |                      |                    | Billy Magnussen       |
| Gregg Beam             |                      | David Harbour               |                      |                    |                       |
| James Bond             | Daniel Craig         | Daniel Craig                | Daniel Craig         | Daniel Craig       | Daniel Craig          |
| Ernst Stavro Blofeld   |                      |                             |                      | Christoph Waltz    | Christoph Waltz       |
| Carlos                 |                      | Fernando Guillén Cuervo     |                      |                    |                       |
| Le Chiffre             | Mads Mikkelsen       |                             |                      |                    |                       |
| Mollaka Danso          | Sébastien Foucan     |                             |                      |                    |                       |
| Max Denbigh            |                      |                             |                      | Andrew Scott       |                       |
| Alex Dimitrios         | Simon Abkarian       |                             |                      |                    |                       |
| Solange Dimitrios      | Caterina Murino      |                             |                      |                    |                       |
| Clair Dowar            |                      |                             | Helen McCrory        |                    |                       |
| Elvis                  |                      | Anatole Taubman             |                      |                    |                       |
| Estrella               |                      |                             |                      | Stephanie Sigman   |                       |
| Strawberry Fields      |                      | Gemma Arterton              |                      |                    |                       |
| Gemma                  |                      | Lucrezia Lante della Rovere |                      |                    |                       |
| Dominic Greene         |                      | Mathieu Amalric             |                      |                    |                       |
| Guy Haines             |                      | Paul Ritter                 |                      |                    |                       |
| Mr. Hinx               |                      |                             |                      | Dave Bautista      |                       |
| Yusef Kabira           |                      | Simon Kassianides           |                      |                    |                       |
| Kincade                |                      |                             | Albert Finney        |                    |                       |
| Felix Leiter           | Jeffrey Wright       | Jeffrey Wright              |                      |                    | Jeffrey Wright        |
| Vesper Lynd            | Eva Green            |                             |                      |                    |                       |
| M Olivia Mansfield     | Judi Dench           | Judi Dench                  | Judi Dench           |                    |                       |
| M Gareth Mallory       | Ralph Fiennes        | Ralph Fiennes               | Ralph Fiennes        | Ralph Fiennes      | Ralph Fiennes         |
| René Mathis            | Giancarlo Giannini   | Giancarlo Giannini          |                      |                    |                       |
| General Medrano        |                      | Joaquin Cosio               |                      |                    |                       |
| Eve Moneypenny         |                      |                             | Naomie Harris        | Naomie Harris      | Naomie Harris         |
| Camille Montes         |                      | Olga Kurylenko              |                      |                    |                       |
| Carlos Nikolic         | Claudio Santamaria   |                             |                      |                    |                       |
| Nomi                   |                      |                             |                      |                    | Lashana Lynch         |
| Steven Obanno          | Isaach de Bankolé    |                             |                      |                    |                       |
| Valdo Obruchev         |                      |                             |                      |                    | David Dencik          |
| Tenente Orso           |                      | Jesús Ochoa                 |                      |                    |                       |
| Paloma                 |                      |                             |                      |                    | Ana de Armas          |
| Patrice                |                      |                             | Ola Rapace           |                    |                       |
| Primo                  |                      |                             |                      |                    | Dali Benssalah        |
| Q                      |                      |                             | Ben Whishaw          | Ben Whishaw        | Ben Whishaw           |
| Recepcionista          |                      | Oona Chaplin                |                      |                    |                       |
| Lyutsifer Safin        |                      |                             |                      |                    | Rami Malek            |
| Lucia Sciarra          |                      |                             |                      | Monica Bellucci    |                       |
| Marco Sciarra          |                      |                             |                      | Alessandro Cremona |                       |
| Secretário do Exterior |                      | Tim Pigott-Smith            |                      |                    |                       |
| Séverine               |                      |                             | Bérénice Lim Marlohe |                    |                       |
| Raoul Silva            |                      |                             | Javier Bardem        |                    |                       |
| Edmund Slate           |                      | Neil Jackson                |                      |                    |                       |
| Madeleine Swann        |                      |                             |                      | Léa Seydoux        | Léa Seydoux           |
| Mathilde Swann         |                      |                             |                      |                    | Lisa-Dorah Sonnet     |
| Bill Tanner            |                      | Rory Kinnear                | Rory Kinnear         | Rory Kinnear       | Rory Kinnear          |
| Valenka                | Ivana Miličević      |                             |                      |                    |                       |
| Corrine Veneau         |                      | Stana Katic                 |                      |                    |                       |
| Villiers               | Tobias Menzies       |                             |                      |                    |                       |
| Vogel                  |                      |                             |                      | Brigitte Millar    | Brigitte Millar       |
| Mr. White              | Jesper Christensen   | Jesper Christensen          |                      |                    |                       |